# Быковский (Ростовская область)
Бы́ковский — хутор в Верхнедонском районе Ростовской области.
Административный центр Нижнебыковского сельского поселения.

## География
Вблизи хутора Быковского расположен Быковский охотничий заказник.
На хуторе имеется одна улица: Быковская.

## Население
| 1989 | 2002 | 2010 |
| ---- | ---- | ---- |
| 638  | ↘543 | ↘402 |

### Известные люди
На хуторе родилась Герой Социалистического Труда Прасковья Асташова.

## Достопримечательности
Территория Ростовской области была заселена еще в эпоху неолита. Люди, живущие на древних стоянках и поселениях у рек, занимались в основном собирательством и рыболовством. Степь для скотоводов всех времён была бескрайним пастбищем для домашнего рогатого скота. От тех времен осталось множество курганов с захоронениями  жителей этих мест. Курганы и курганные группы находятся на государственной охране.
Поблизости от территории хутора Быковского Верхнедонского района расположено несколько достопримечательностей – памятников археологии. Они охраняются в соответствии с Федеральным законом от 25.06.2002 N 73-ФЗ "Об объектах культурного наследия (памятниках истории и культуры) народов Российской Федерации", Областным законом от 22.10.2004 N 178-ЗС "Об объектах культурного наследия (памятниках истории и культуры) в Ростовской области", Постановлением Главы администрации РО от 21.02.97 N 51 о принятии на государственную охрану памятников истории и культуры Ростовской области и мерах по их охране и др. 
- Курган  "Березкин I". Находится на расстоянии около 1,25 км к северо-востоку от хутора Быковского.
- Курганная группа    "Березкин II"  (3 кургана). Находится на расстоянии около 0,3 км к северо-востоку от хутора Быковского.
- Курганная группа     "Березкин III"  (17 курганов). Находится на расстоянии около 1,25 км к северо-востоку от хутора Быковского.
- Курганная группа    "Быковский V" (2 кургана). Находится на расстоянии около 2,9 км к юго-востоку от хутора Быковского.
- Курганная группа  "Березкин IV"   (2 кургана). Находится на расстоянии около 0,5 км к северу от хутора Быковского.
- Курганная группа      "Быковский VI"   (12 курганов). Находится на расстоянии около 2,0 км к юго-востоку от хутора Быковского[4].